# Xã Lamoine, Quận McDonough, Illinois
Xã Lamoine (tiếng Anh: Lamoine Township) là một xã thuộc quận McDonough, tiểu bang Illinois, Hoa Kỳ. Năm 2010, dân số của xã này là 516 người.